# Pinacoteca di Brera

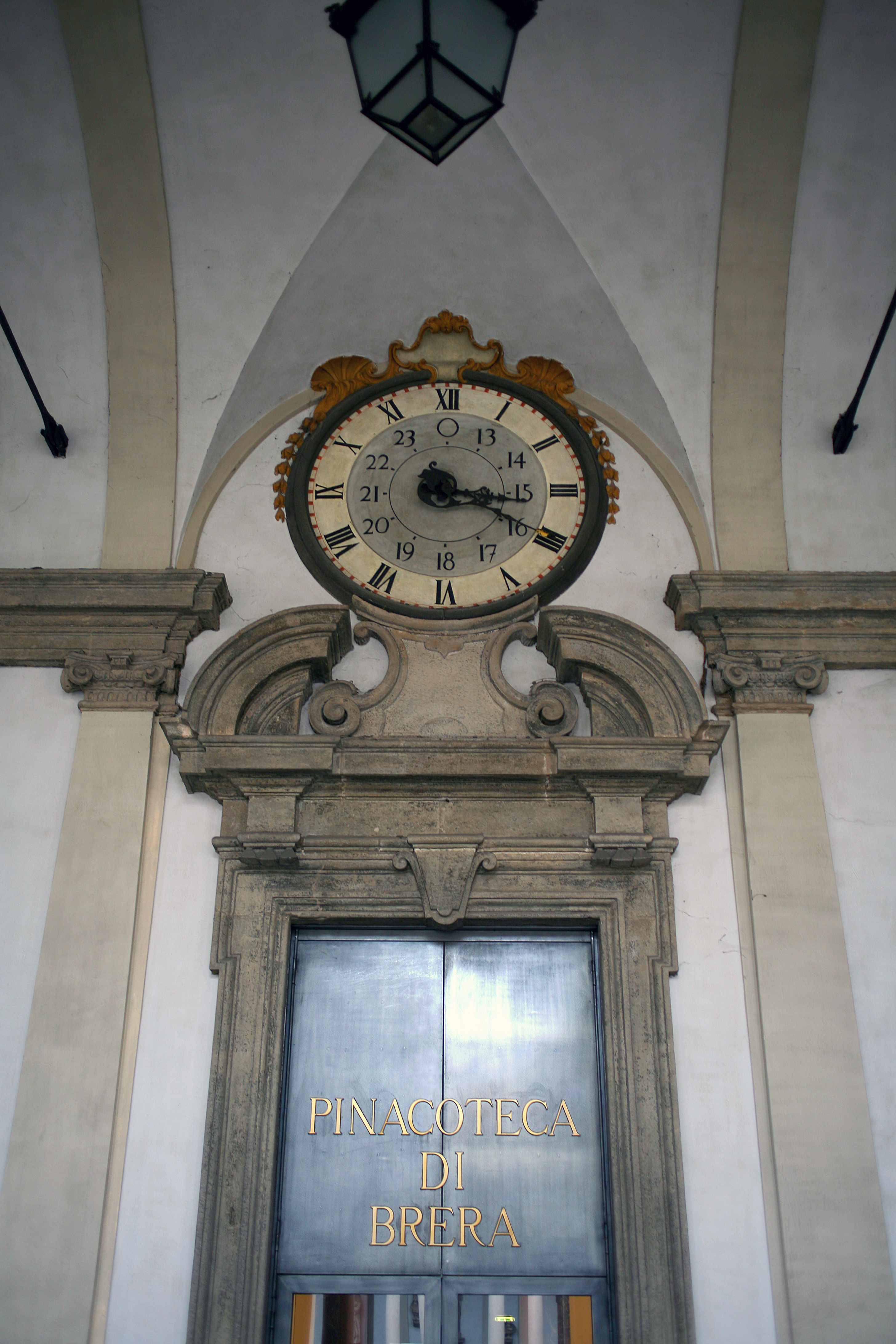
L'orologio pubblico a campane del 1743, all'ingresso della pinacoteca

La Pinacoteca di Brera è una galleria nazionale d'arte antica e moderna, collocata nell'omonimo palazzo, uno dei complessi più vasti di Milano con oltre 24 000 metri quadri di superficie.
Il museo espone una delle più celebri raccolte in Italia di pittura, specializzata in pittura veneta e lombarda, con importanti pezzi di altre scuole. Inoltre propone un percorso espositivo che spazia dalla preistoria all'arte contemporanea, rappresentata da capolavori di artisti del XX secolo.

## Sede
La Pinacoteca ha sede nel grande palazzo di Brera, che ospita anche altre istituzioni: la Biblioteca Nazionale Braidense, l'Osservatorio astronomico di Brera, l'Orto Botanico, l'Istituto Lombardo di Scienze e Lettere e l'Accademia di Belle Arti. L'edificio era stato costruito nell'antica, incolta terra "braida" (o "breda", parola che nella bassa latinità aveva il significato di campo suburbano), da cui presero il nome Brera tanto il palazzo quanto il quartiere. Il palazzo si apre su un cortile circondato da un elegante porticato su due piani, al cui centro è situato il Monumento a Napoleone I ideato da Antonio Canova.

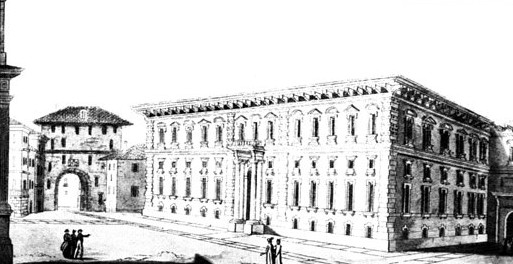
Palazzo Brera (a destra) con la Pusterla Beatrice (a sinistra), agli inizi dell'Ottocento.

Sorge su un antico convento dell'ordine degli Umiliati, una delle più potenti associazioni religiose ed economiche del tardo Medioevo milanese. Fu nel 1571 che, con bolla pontificia di papa Pio V, si abolì l'ordine degli Umiliati, storici fabbricanti di lana, assegnando così l'antica prepositura di Brera alle "attente mani" dei Gesuiti, che ne fecero un importante centro di studi, dandogli il nome di Università. Si impose allora la necessità di costruire un nuovo e più ampio edificio, i cui lavori iniziarono nel 1591 e vennero affidati nel 1615 ad un grande architetto del tempo in Lombardia: Francesco Maria Richini. Nel 1630, però, a causa della grande peste i lavori cominciarono a rallentare e il progetto venne approvato solo nel 1691.
L'opera proseguì, passando al figlio dello stesso architetto, a Gerolamo Quadrio e a Pietro Giorgio Rossone. Soppressa la Compagnia di Gesù nel 1773, l'edificio finì nelle mani del governo austriaco e venne completato nel 1776 da Giuseppe Piermarini. Divenuto "Reale Palazzo", Maria Teresa d'Austria lo adibì a sede delle Scuole Palatine e, oltre a mantenervi le scuole già aperte dai Gesuiti, vi collocò la biblioteca e decise di ampliare l'Orto Botanico. Fondò inoltre nel 1776 l'Accademia, dotandola di un contributo annuo di 10.000 lire provenienti dai soppressi beni ecclesiastici.

## Storia
Come detto, l'Accademia di Belle Arti di Brera venne fondata nel 1776 con decreto dell'imperatrice Maria Teresa d'Austria, per impulso del conte Carlo Giuseppe di Firmian. Primo segretario dell'istituto fu l'erudito abate Albuzio.

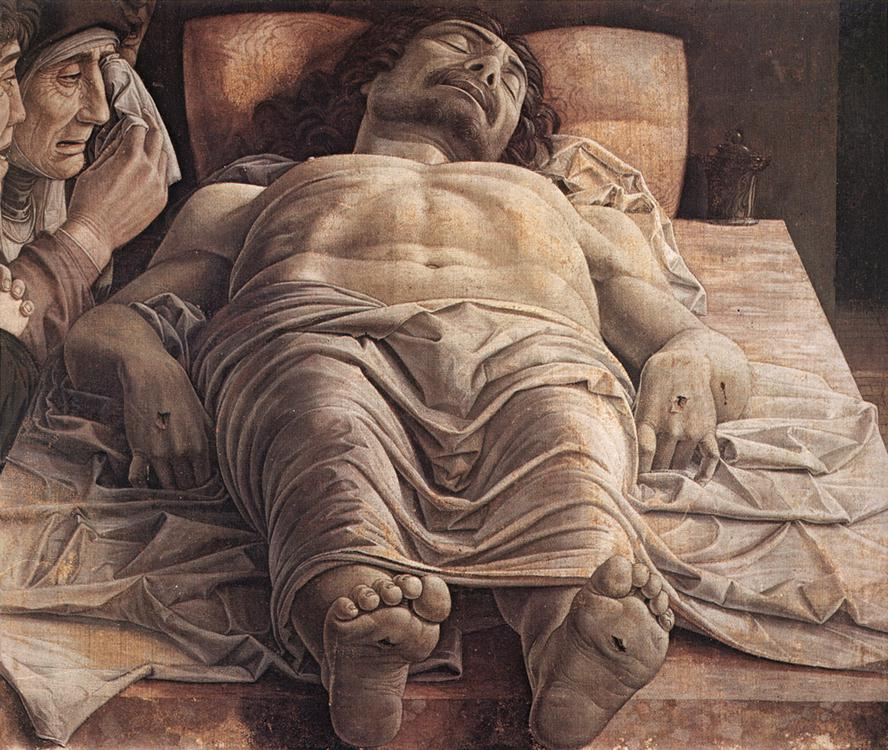
Andrea Mantegna, Cristo morto

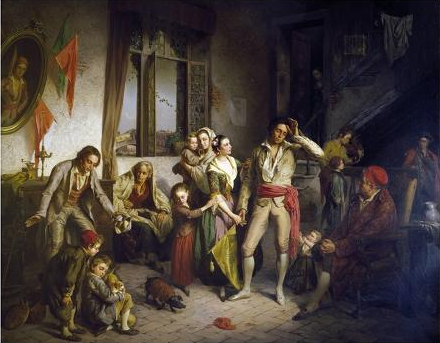
Antonio Rotta, Sconfitto alla regata, Venezia, 1858

Due anni dopo fu sostituito da Carlo Bianconi, che per un ventennio si prodigò a sviluppare l'istituzione e la scarsa dotazione iniziale. Anime della nuova istituzione furono però l'architetto Giuseppe Piermarini, allievo di Luigi Vanvitelli, e il decoratore ticinese, formatosi nell'Accademia di Parma, Giocondo Albertolli. Scopo manifesto era la creazione di maestranze che sapessero far fronte al nuovo ruolo assunto da Milano con la nomina dell'arciduca Ferdinando a capitano generale dello stato. Dopo secoli, in città tornava una corte degna di questo nome e si rendevano necessari interventi edilizi radicali, con la costruzione di palazzi pubblici e privati. Primo banco di prova di maestri e allievi dell'Accademia fu la costruzione a Monza della residenza estiva dell'arciduca, nota oggi come Villa Reale.
Le cose cambiarono radicalmente dopo la campagna d'Italia di Napoleone (1796) e il definitivo affermarsi della dominazione francese. Nel 1801 venne nominato segretario Giuseppe Bossi, già allievo dell'Accademia, che si impegnò ad arricchire con gessi e libri la dotazione didattica e dal 1805 organizzò mostre pubbliche.
Nel periodo napoleonico numerose chiese e monasteri vennero soppressi e i loro beni requisiti. Le opere migliori vennero spedite a Parigi mentre con quelle restanti si decise di costituire nelle principali città del regno una pinacoteca; sorsero così le grandi Gallerie di Venezia, Bologna e Milano. La pinacoteca di Milano doveva svolgere il compito di compendio della produzione artistica del Regno d'Italia. Durante l'occupazione francese, diverse opere d'arte presero la via della Francia a causa delle spoliazioni napoleoniche. Secondo il catalogo pubblicato nel Bulletin de la Société de l'art français del 1936, delle 5 opere d'arte prelevate dalla Pinacoteca ed inviate in Francia nel 1812, nessuna fece ritorno. Di queste ricordiamo a titolo di esempio La predicazione a Gerusalemme, di Carpaccio, La Vergine Casio di Boltraffio, San Bernardino e San Luigi di Moretto da Brescia, San Bonaventura e sant'Antonio da Padova di Moretto da Brescia, la Sacra Famiglia con Elisabetta, Gioacchino e Giovanni Battista di Marco di Oggiono. Queste opere vennero spedite al Musee Napoleon, e vi rimasero costituendo il nucleo della pittura lombarda attualmente al Louvre.
Andrea Appiani venne nominato Commissario per le Belle Arti nel 1805 e a Brera cominciarono ad affluire da ogni parte dipinti dalle chiese soppresse. Intanto nel 1806 Giuseppe Bossi inaugurava il primo museo dell'Accademia, di impronta spiccatamente didattica.
Nel 1808 si decise di tramezzare l'antica chiesa di Santa Maria in Brera in due piani per realizzare i "Saloni Napoleonici" destinati a ospitare le gallerie del regno. Il 15 agosto 1809, giorno genetliaco di Napoleone, vennero inaugurate le tre sale, dominate dal grande gesso di Napoleone come Marte pacificatore di Antonio Canova. Si trattò di un evento temporaneo legato all'occasione (erano esposti solo 139 dipinti) e l'effettiva apertura delle gallerie delle statue e delle pitture ebbe luogo il 20 aprile 1810. Negli anni seguenti continuarono ad affluire dipinti, soprattutto nel 1811 e 1812, in particolare dalla collezione dell'arcivescovo Monti di Milano. Nel 1813 arrivarono dal Louvre di Parigi le opere di Rembrandt Harmenszoon Van Rijn, Peter Paul Rubens ed Antoon Van Dyck.

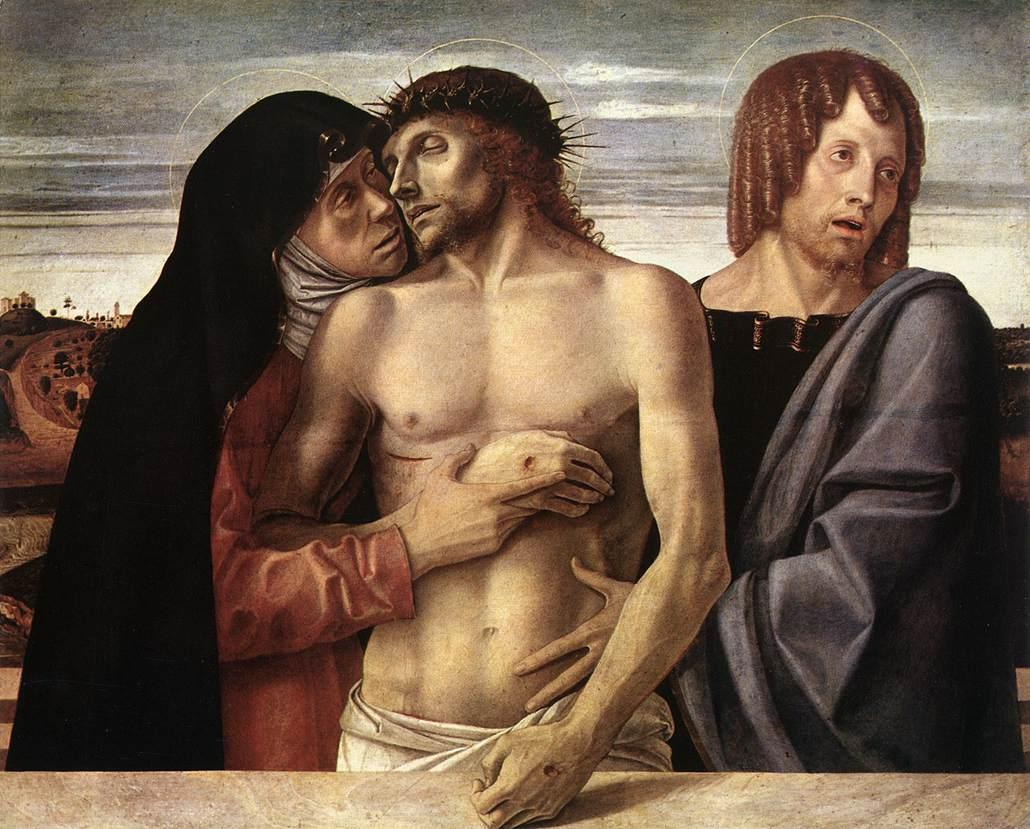
Giovanni Bellini
Pietà.

Alla caduta del governo napoleonico nel 1814, il Congresso di Vienna sancì la restituzione dei beni sottratti ai proprietari originari, e anche la pinacoteca dovette cedere alcune opere. Il governo Asburgico non mosse quasi alcuna richiesta di restituzione di opere d'arte per ricostituire il patrimonio artistico della Pinacoteca dopo le spoliazioni napoleoniche, diversamente dagli altri stati europei. Essa continuò comunque ad arricchirsi di donazioni (lascito Oggioni) e nel 1882 venne separata dall'Accademia. Si trattò di una divisione assai laboriosa, che ebbe termine solo un decennio dopo, e che fu causa di molti equivoci.

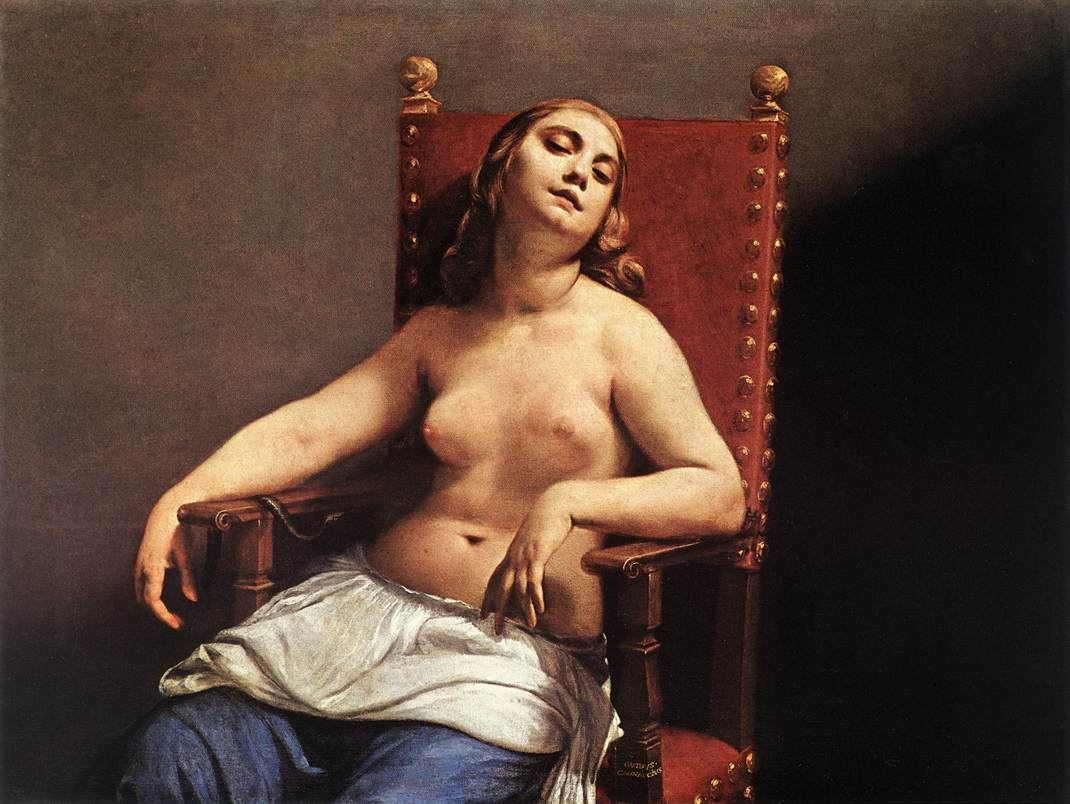
Guido Cagnacci
Morte di Cleopatra

Nel 1926 venne creata l'Associazione degli Amici di Brera grazie alla quale vennero acquistati diversi capolavori tra cui la Cena in Emmaus di Caravaggio.
Il sopraggiungere della guerra del 1914-1918 costrinse a far emigrare per ragioni di sicurezza la collezione a Roma e, al suo rientro, la Pinacoteca fu riallestita sotto la direzione di Ettore Modigliani.
Durante la seconda guerra mondiale le opere della Pinacoteca vennero messe al sicuro dalla direttrice Fernanda Wittgens, mentre il palazzo subì seri danni a causa dei bombardamenti del 1943 (crollo delle volte in ventisei delle trentaquattro sale). La Pinacoteca iniziò la sua lenta resurrezione dalle rovine nel febbraio 1946 grazie ai grandi finanziamenti di alcune storiche famiglie milanesi, tra cui la famiglia Bernocchi, e all'opera del progettista architetto Piero Portaluppi, Gualtiero Galmanini e della soprintendente Fernanda Wittgens. Tra le principali acquisizioni va menzionato il ciclo di dipinti staccati dell'oratorio di Mocchirolo (XIV secolo).
Nel 1974 il soprintendente Franco Russoli ne decise la chiusura, lanciando al tempo stesso provocatoriamente, di fronte alle grandi difficoltà del momento, il progetto della "Grande Brera", che avrebbe dovuto comprendere anche l'attiguo palazzo Citterio, e che a distanza di alcuni decenni stenta ancora a trovare attuazione. Intanto il percorso di visita è stato rivisto e attualizzato, comprendendo anche opere d'arte contemporanea (collezioni Jesi e Vitali).
Un progetto dell'architetto Mario Bellini ha ripreso nel 2009 la speranza di Franco Russoli di realizzare un museo moderno di rango internazionale.
L'assenza di un vero e proprio spazio da adibire alle mostre temporanee porta la Pinacoteca a sviluppare dal 2001 il progetto “Brera Mai Vista”. Questo presenta ogni tre mesi piccole esposizioni di poche opere, solitamente provenienti dai depositi del museo, che per l'occasione vengono restaurate e corredate da un breve catalogo che ne illustra la storia e la vicenda critica. Dal 2011 “Brera mai vista” conta più di 20 mostre con opere di Francesco Hayez, Francesco Londonio, Giovanni Boccati, Giovanni Agostino da Lodi e Marco d'Oggiono, Giovanni Martino Spanzotti, Benozzo Gozzoli, il Maestro di Ercole e Girolamo Visconti, Francesco Capella, Giuseppe Molteni, il Genovesino, Francesco Menzocchi, Alberto Sozio, Lucio Fontana, il Maestro dei dodici apostoli, Bernardino Luini, Giovanni Boldini, Pietro Orioli, il Bergognone, Giovanni Contarini, Mario Sironi.
Nel 2004 la Pinacoteca avvia la sperimentazione del progetto "A Brera anch'io. Il museo come terreno di dialogo interculturale", che dal 2006 rientra nella programmazione educativa ordinaria dedicata alle scuole primarie e secondarie di primo grado di Milano e provincia.
Nel 2009 la Pinacoteca di Brera festeggia i duecento anni dalla sua fondazione con una serie d'eventi, mostre e convegni. Le esposizioni sono dedicate ai capolavori della Pinacoteca e ai loro restauri ('Caravaggio ospita Caravaggio', 'Raffaello. Lo Sposalizio della Vergine Restaurato', 'Il ritorno di Napoleone') o alla ricostruzione di alcuni nuclei di dipinti giunti nel 1809 a Brera e poi dispersi ('Crivelli e Brera', 'La Sala dei Paesaggi', 'Il Gabinetto di Autoritratti di Giuseppe Bossi'). Il 15 agosto 2009, a duecento anni esatti dall'inaugurazione, la Pinacoteca apre gratuitamente al pubblico, registrando il numero record di circa 12.000 visitatori. Complessivamente nell'anno del bicentenario la Pinacoteca raddoppia i suoi ingressi.

## Percorso espositivo
Se si esclude la presenza (dal 2009) del grande gesso di Antonio Canova raffigurante Napoleone in veste di Marte e alcune opere della Donazione Jesi e del Lascito Vitali, la Pinacoteca di Brera è un museo dedicato esclusivamente alla pittura.
Fa eccezione il cortile d'onore del palazzo della pinacoteca dove, oltre al bronzo di Napoleone Bonaparte come Marte pacificatore, sono esposte varie statue dei maggiori intellettuali e personaggi milanesi: tra le maggiori opere si hanno il monumento a Cesare Beccaria di Pompeo Marchesi e il monumento a Giuseppe Parini di Gaetano Matteo Monti posizionati nello scalone richiniano, mentre sotto i portici sono presenti statue e busti tra cui i monumenti a Bonaventura Cavalieri, a Pietro Verri e a Tommaso Grossi.

### Galleria degli affreschi
A questo grande corridoio è collegata la sala 1A, con gli affreschi dell'ultimo quarto del XIV secolo staccati dall'Oratorio di Mocchirolo.

#### Opere nella sala 1
- Bartolomeo Veneto, Suonatrice di Liuto
- Moretto (Alessandro Bonvicino):
  - La Vergine Assunta tra i Santi Gerolamo e Marco, Caterina d'Alessandria e Chiara
  - San Francesco
- Giovanni Battista Lampi, Ritratto di Wenzel Anton, principe di Kaunitz-Rietberg
- Rembrandt, Ritratto di giovinetta
- Giuseppe Bossi, Autoritratto
- Giovanni Estienne, Terzo Concorso Nazionale di tiro in Firenze
- Andrea Appiani, Autoritratto
- Angelo Ripamonti, Interno della Pinacoteca di Brera
- Arturo Martini: 
  - Bevitore
  - Ofelia
- Piccio (Giovanni Carnovali), Ritratto di Benedetta Carminati Chisoli
- Giulio Paolini, Ateneo

#### Opere nella sala 1A
- Maestro di Mocchirolo, affreschi dall'oratorio Porro di Mocchirolo:
  - Crocifissione
  - Conte Porro coi familiari che offre un modello della chiesa alla Vergine
  - Sant'Ambrogio in cattedra flagella due eretici e Sposalizio mistico di santa Caterina d'Alessandria
  - Redentore e simboli degli evangelisti
  - Santo cavaliere
  - Cristo risorto benedicente
- Simone da Corbetta, Madonna con il Bambino, Santa Caterina, Sant'Orsola, San Giorgio ed il devoto Teodorico da Coira

### Pittura gotica e tardo gotica
L'itinerario della pittura gotica si apre a Brera con la piccola sala (Ia) dedicata agli affreschi provenienti dall'Oratorio di Mocchirolo (Lentate), giunti in Pinacoteca nel 1949, ed eseguiti da un Anonimo Maestro formatosi probabilmente a seguito del soggiorno milanese di Giotto (1335-1336). Seguono le quattro sale (II, III, IV, V) che testimoniano l'evoluzione della pittura dal tardo Duecento alla metà del Quattrocento attraverso le opere di Bernardo Daddi, Ambrogio Lorenzetti, Giovanni da Milano, Lorenzo Veneziano, Andrea di Bartolo. Alle origini del Rinascimento si pongono la grandiosa Adorazione dei Magi di Stefano da Verona, la Madonna col Bambino di Jacopo Bellini e il Polittico di Praglia di Antonio Vivarini e Giovanni d'Alemagna.

#### Opere nella sala 2
- Maestro di San Verano, San Verano tra due angeli e sei storie della sua vita
- Giovanni Baronzio, Storie di Santa Colomba
- Ambrogio Lorenzetti, Madonna col Bambino
- Giovanni da Milano, Cristo in trono adorato da angeli
- Bernardo Daddi, San Lorenzo

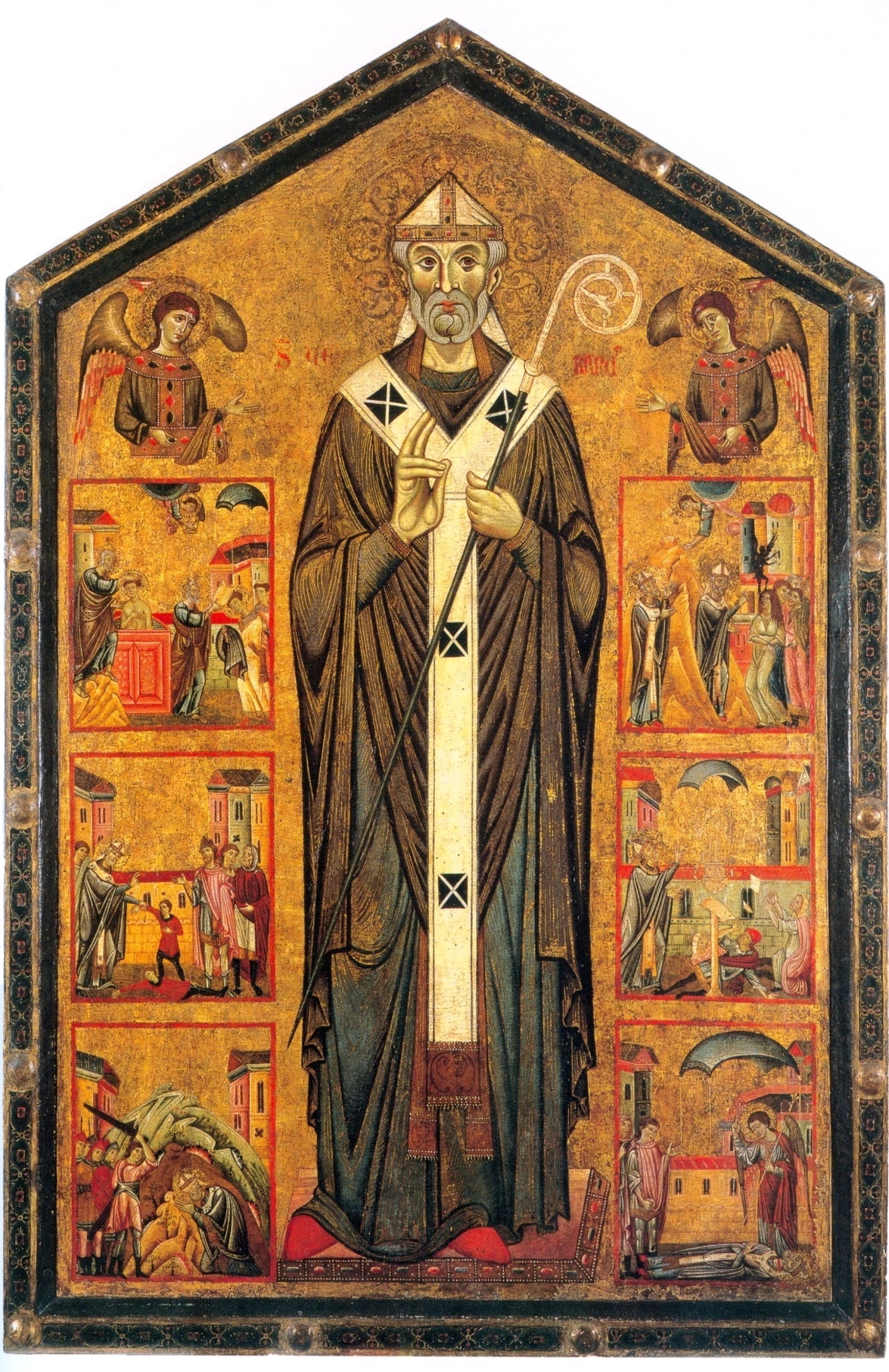
Pittore pisano, San Verano tra due angeli e sei storie della sua vita
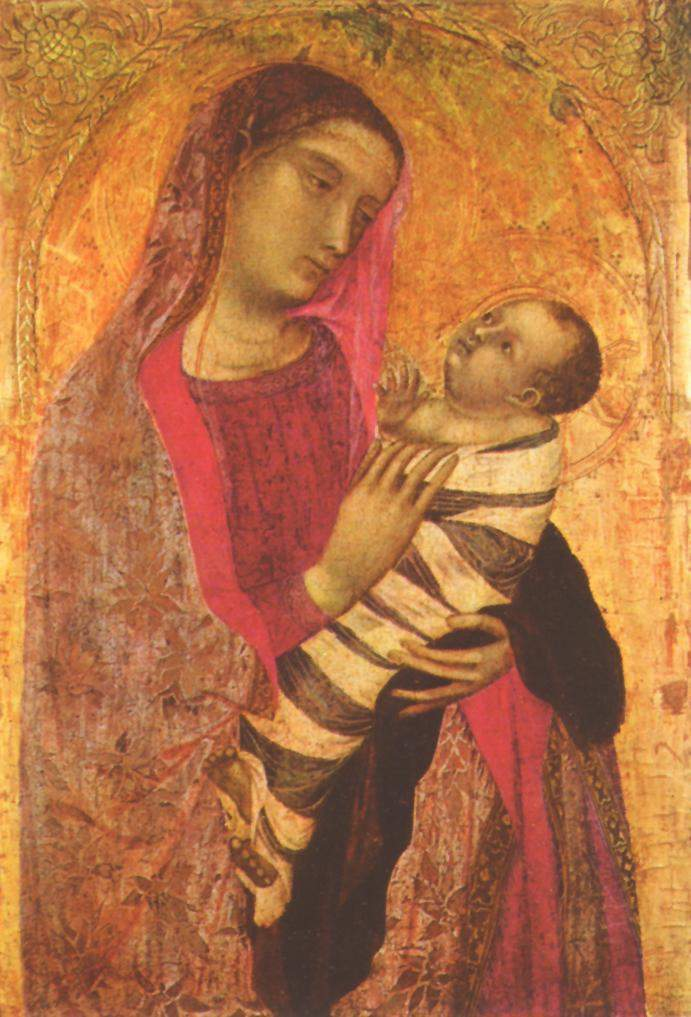
Ambrogio Lorenzetti, Madonna col Bambino
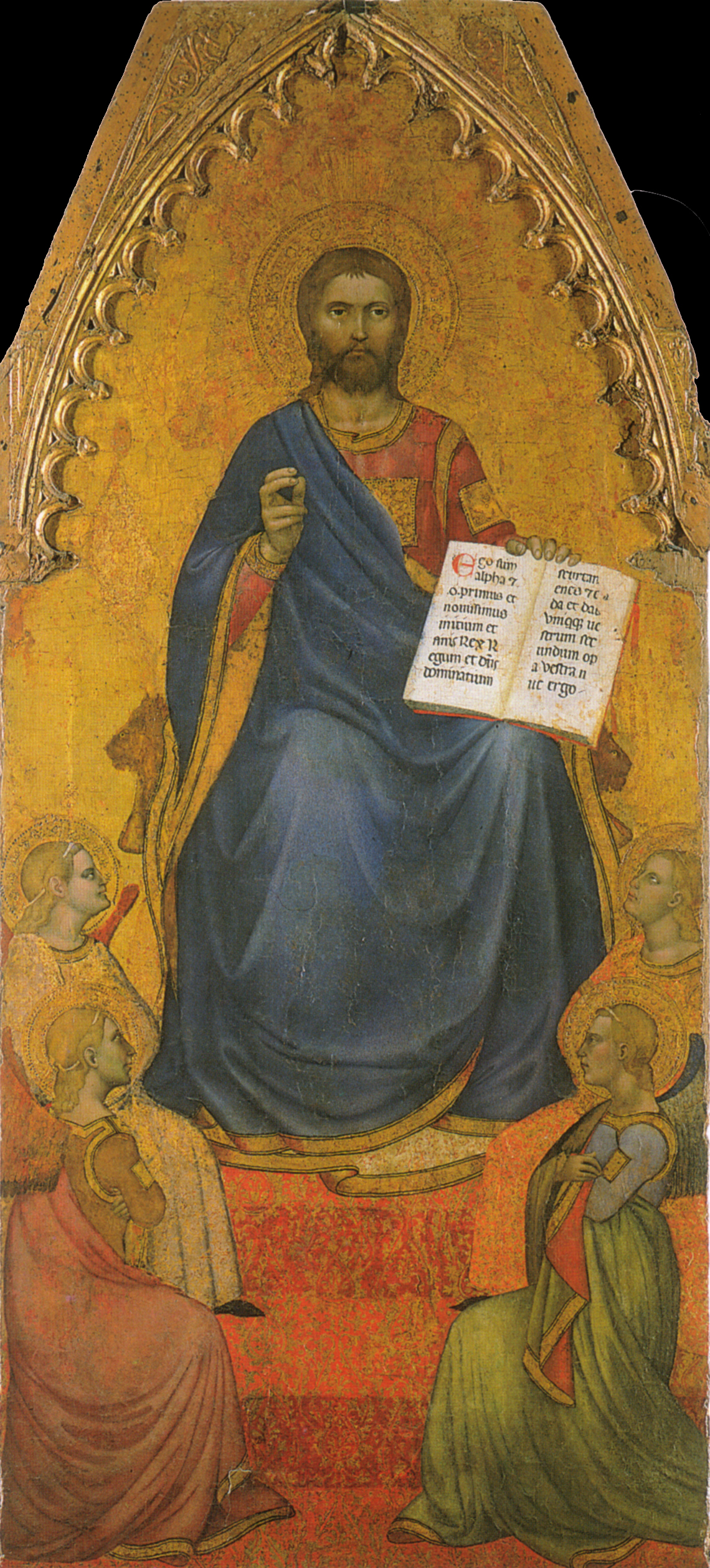
Giovanni da Milano, Cristo in trono adorato da angeli
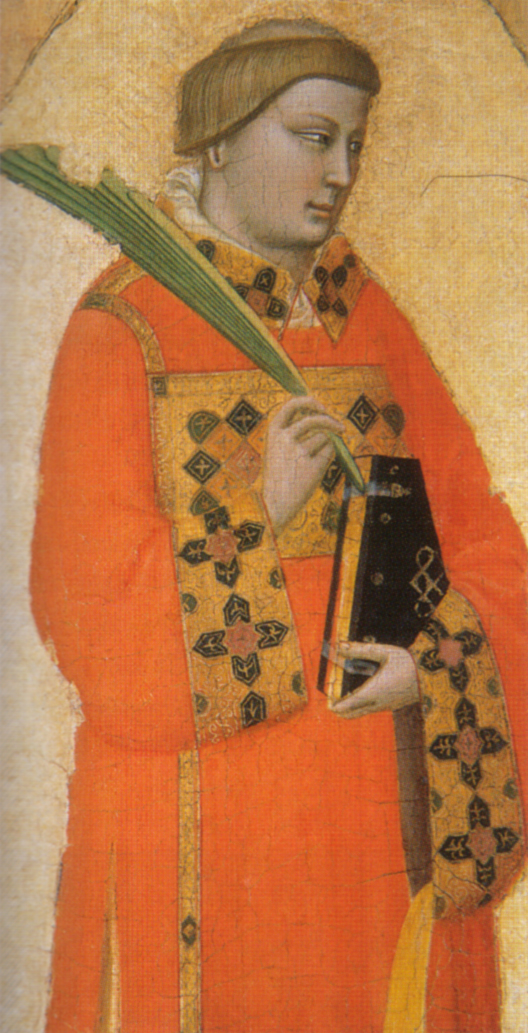
Bernardo Daddi, San Lorenzo

#### Opere nella sala 3
- Giovanni da Bologna, Madonna col Bambino e angeli
- Bartolomeo e Jacopino da Reggio, Trittico-Reliquiario con crocifissione, Annunciazione e trenta santi
- Lorenzo Veneziano, Madonna in trono col Bambino e i santi
- Barnaba da Modena, Adorazione dei Pastori
- Maestro del crocifisso di Pesaro, Madonna col Bambino e Annunciazione
- Andrea di Bartolo e Giorgio di Andrea, Polittico dell’Incoronazione della Vergine Redentore Benedicente

#### Opere nella sala 4
- Niccolò di Pietro, Incoronazione della Vergine
- Pere Serra, Annunciazione (1404 circa)
- Jacopo Bellini, Madonna col Bambino
- Giovanni d'Alemagna e Antonio Vivarini, Polittico di Praglia
- Maestro Giorgio, San Marco
- Gentile da Fabriano, Crocifissione
- Stefano da Verona, Adorazione dei Magi (1434)

### Pittura veneta del Quattro e Cinquecento
Le sale V, VI, VII e i primi tre saloni napoleonici sono dedicati allo sviluppo di due secoli di pittura veneta. Particolarmente documentata è la vicenda pittorica di Andrea Mantegna attraverso alcuni dei suoi capolavori più noti: dal giovanile Polittico di San Luca, alla Madonna col Bambino e un coro di cherubini, dalla Pala di San Bernardino, fino al celeberrimo Cristo morto, opera citata tra i beni dell'artista alla sua morte (1506) ed eseguito probabilmente intorno agli anni settanta del Quattrocento. Altrettanto noti sono i capolavori di Giovanni Bellini (Pietà di Brera, la Madonna greca e Madonna col Bambino, firmata e datata 1510), Cima da Conegliano e Vittore Carpaccio, con due cicli dedicati alla Vergine e a santo Stefano.
Il primo salone napoleonico è dominato dai grandi teleri narrativi di Gentile e Giovanni Bellini (Predica di san Marco ad Alessandria d'Egitto), di Michele da Verona (Crocifissione del 1501) e dalle opere di Francesco Bonsignori, Cima da Conegliano e Bartolomeo Montagna.
La Sala IX espone le tele di Lorenzo Lotto e dei tre protagonisti della pittura a Venezia nel Cinquecento, con capolavori di Tiziano (San Girolamo penitente), Tintoretto (Ritrovamento del corpo di san Marco) e Veronese (Cena in casa di Simone). Nell'orbita ancora veneta, tra Bergamo, Brescia e Verona, si collocano gli esempi di Romanino, Moretto e Savoldo, con la grande Pala di San Domenico di Pesaro del 1524, nonché le opere di Bonifacio Veronese e Paris Bordon.

#### Opere nella sala 5
- Maestro di Pratovecchio, Madonna con il Bambino
- Frà Carnevale, San Pietro
- Perugino (Ambito di), Madonna con il Bambino in una mandorla di cherubihi
- Benozzo Gozzoli
  - San Domenico resuscita Napoleone Orsini
  - Cristo in pietà tra la Vergne e San Giovanni
- Luca Signorelli
  - Flagellazione
  - Madonna del latte
- Pedro Berruguete, Cristo nel sepolcro sostenuto da due angeli
- Pietro Orioli, Madonna con il Bambino e angeli

#### Opere nella sala 6
- Giovanni Bellini:
  - Madonna greca, 1460-1470 circa
  - Pietà, 1465-1470 circa
- Andrea Mantegna:
  - Polittico di san Luca, 1453-1454
  - Cristo morto, 1480 circa
  - Madonna col Bambino e un coro di cherubini, 1485 circa
- Lazzaro Bastiani (dalla predella della Pala di s. Girolamo, 1485 circa):
  - San Girolamo porta il leone al monastero
  - San Girolamo nel deserto
  - Morte di san Girolamo
- Alvise Vivarini, Assunzione della Vergine
- Bartolomeo Montagna, Madonna con il Bambino in trono tra san Francesco e san Bernardino da Siena

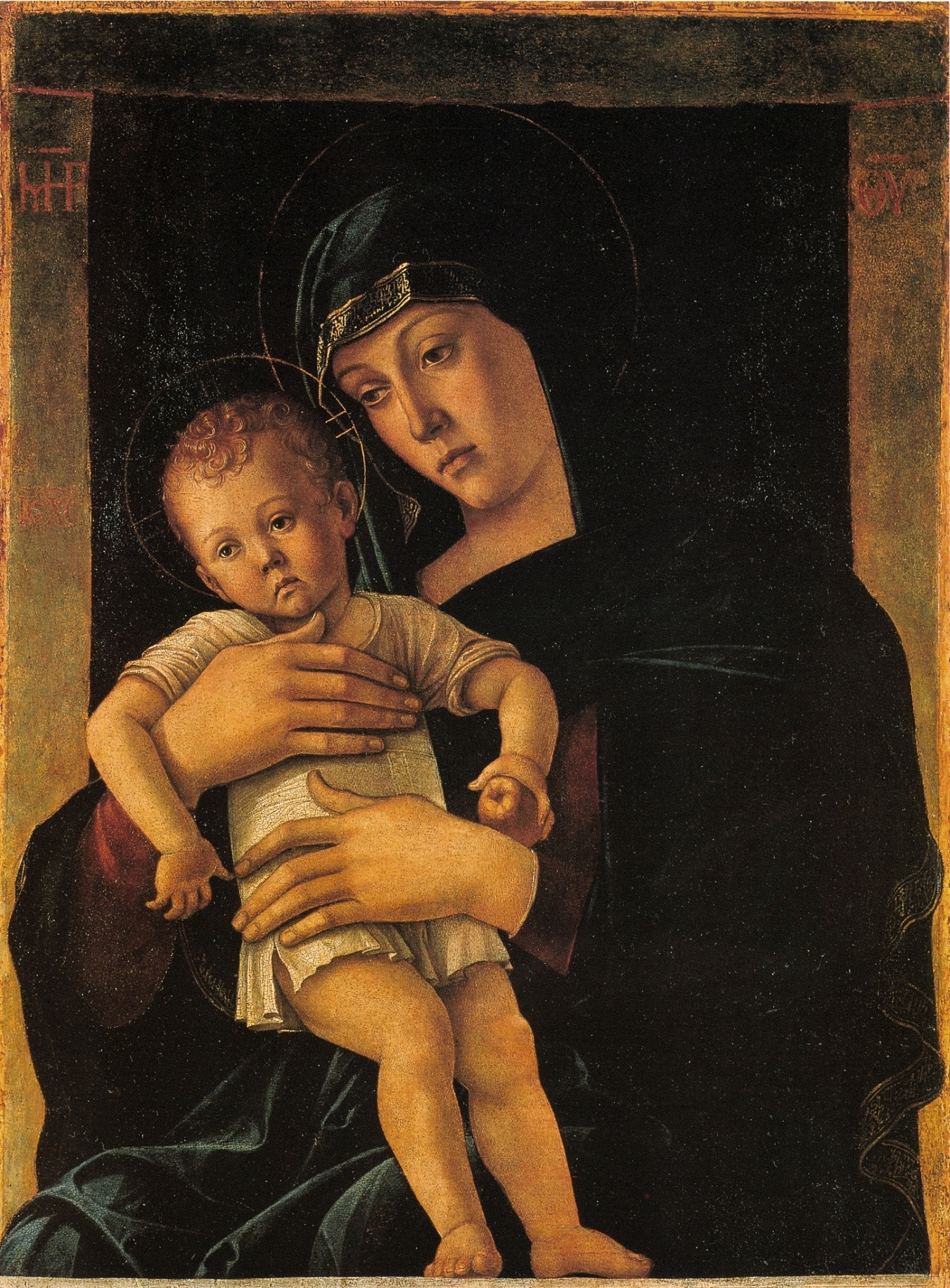
Giovanni Bellini, Madonna greca
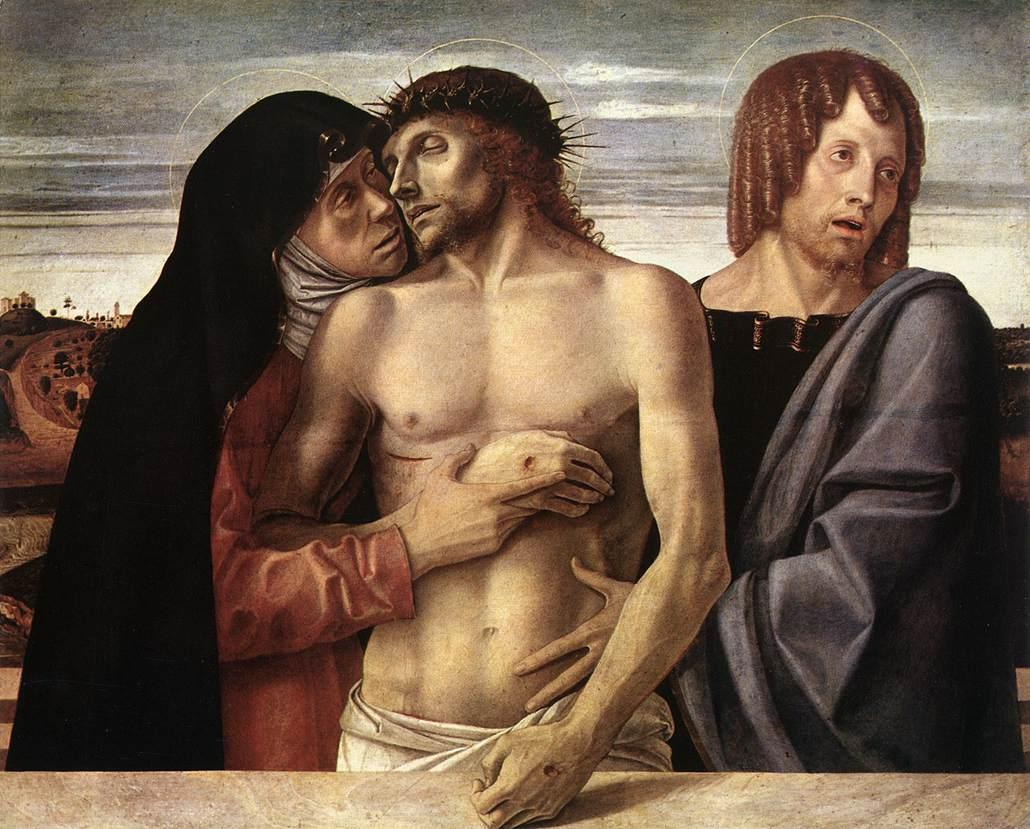
Giovanni Bellini, Pietà
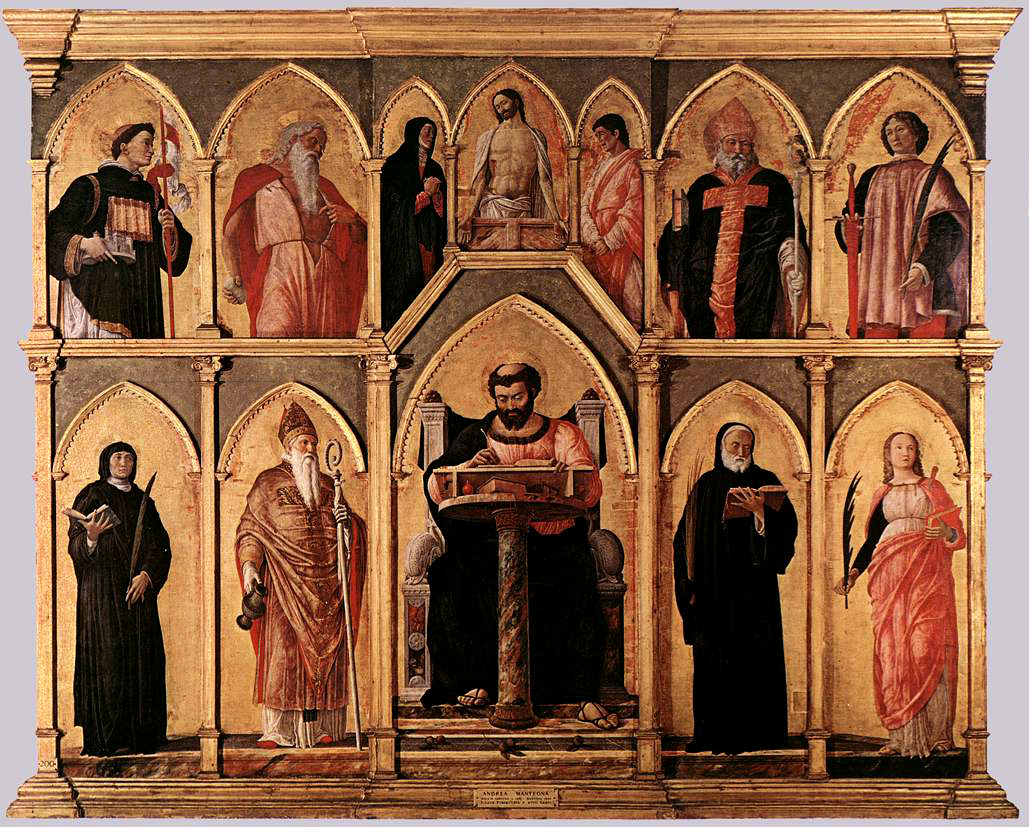
Andrea Mantegna, Polittico di san Luca
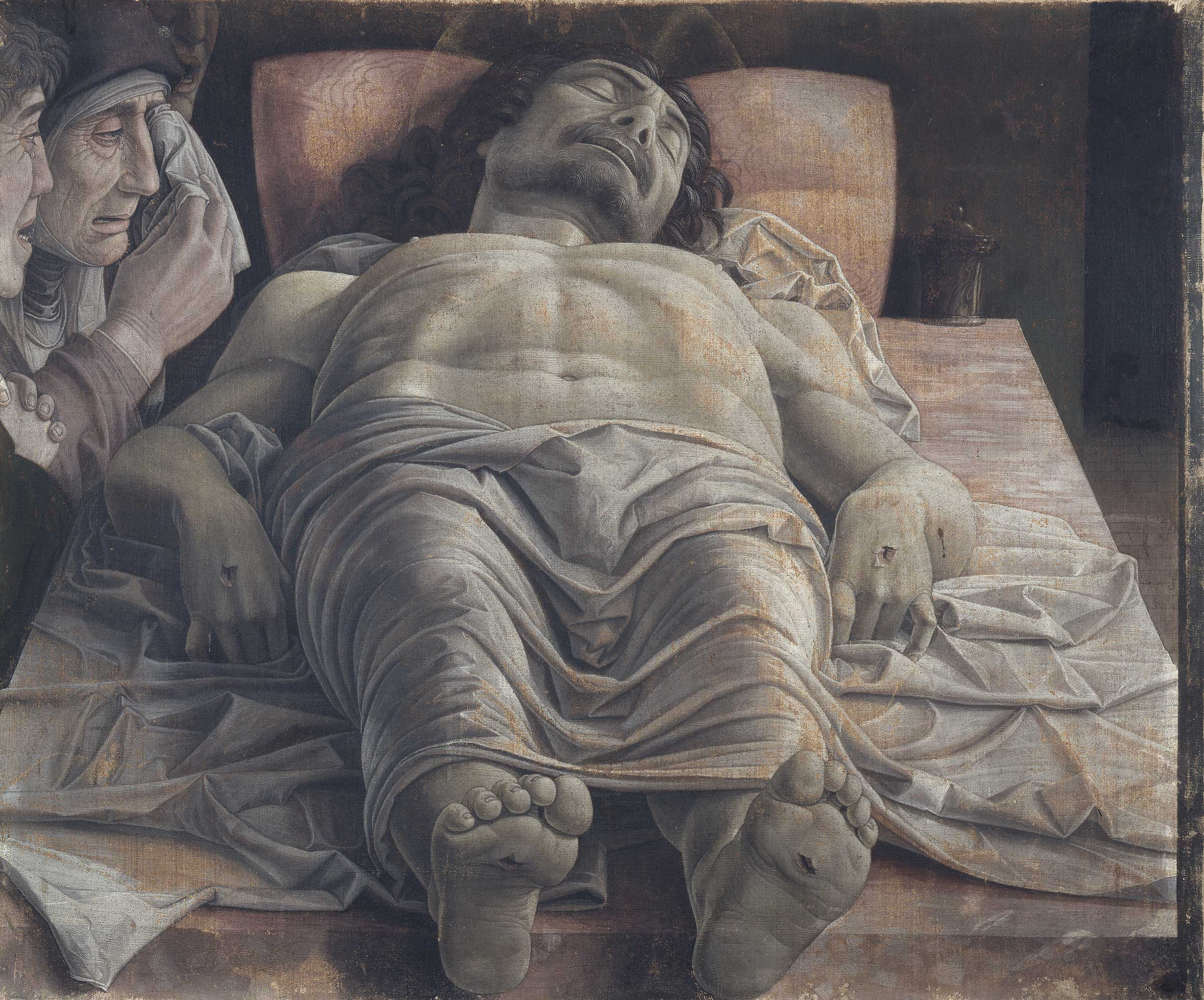
Andrea Mantegna, Cristo morto
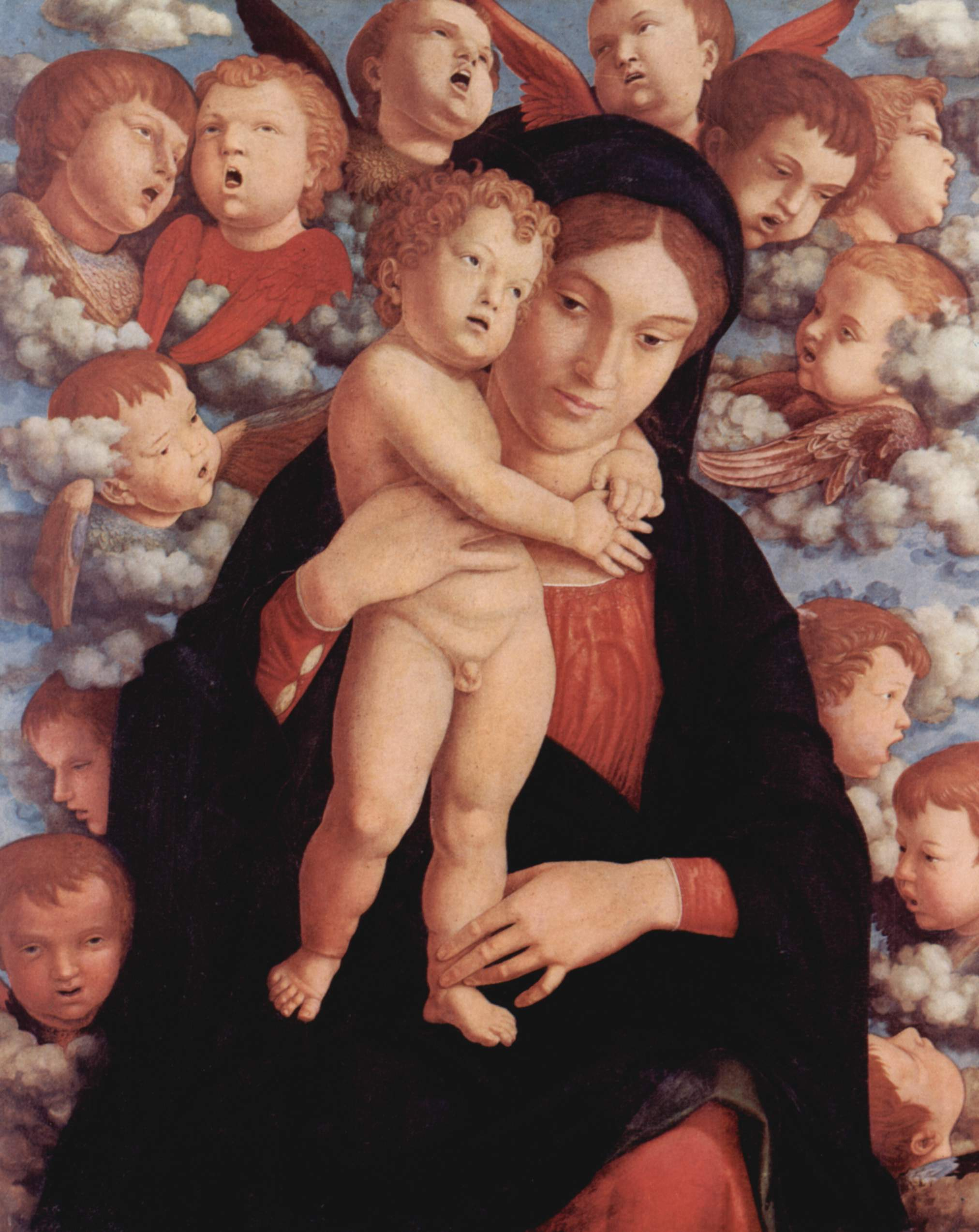
Andrea Mantegna, Madonna col Bambino e un coro di cherubini

#### Opere nella sala 7
- Bartolomeo Montagna, San Girolamo nel deserto
- Giovanni Bellini, Madonna col Bambino, 1510
- Cima da Conegliano, San Girolamo nel deserto
- Vittore Carpaccio:
  - Presentazione della Vergine al Tempio
  - Sposalizio della Vergine
  - Disputa tra santo Stefano e i dottori nel Sinedrio, 1514
- Alvise Vivarini, Redentore benedicente
- Andrea Solario, Madonna col Bambino e i santi Giuseppe e Simeone, 1495
- Johannes Hispanus (secondo numerosi critici da identificare con l'Ortolano), Santo guerriero, 1506 circa
- Lorenzo Lotto, Assunzione della Vergine, 1512
- Pittore spagnolo, Scene dalla vita di san Girolamo, san Francesco in estasi e frate Leone
- Pordenone, Trasfigurazione

#### Opere nella sala 8
- Michele da Verona, Crocifissione
- Cima da Conegliano:
  - San Pietro Martire tra i santi Nicola di Bari e Benedetto
  - Pala di Oderzo
  - San Pietro in trono con san Giovanni battista e san Paolo
- Bartolomeo Montagna: Madonna col Bambino tra i santi Andrea, Monica, Orsola e Sigismondo
- Andrea Mantegna e aiuti, San Bernardino, 1460 circa

#### Opere nella sala 9
- Lambert Sustris, Salita al calvario
- Tiziano Vecellio, San Girolamo penitente
- Paolo Veronese:
  - Battesimo e tentazione di Cristo
  - Cena in casa di Simone
  - Cristo nell'orto del Getsemani
  - Sant'Antonio Abate tra i santi Cornelio e Cipriano
  - Ultima cena
- Tintoretto:
  - Ritrovamento del corpo di san Marco
  - Santi e un devoto in adorazione della Croce
- Jacopo Bassano, San Rocco visita gli appestati
- Medardo Rosso: 
  - La petite rieuse
  - L’enfant juif
  - Dame à la voilette
- Carlo Carrà:
  - Ritmi di oggetti
  - Madre e Figlio
  - Camera incantata
  - La musa metafisica
  - La casa dell'amore
  - La segheria dei marmi
- Mario Sironi:
  - Il camion
  - L’atelier delle meraviglie
  - La lampada
  - Paesaggio urbano con camion
  - Paesaggio urbano con viandante
- Giorgio Morandi
  - Il Bosco
  - Paesaggio, 1916
  - Paesaggio, 1936
  - Campi arati
  - Fiori
  - Natura morta, 1918
  - Natura morta, 1919
  - Natura morta metafisica
  - Natura morta, 1921
  - Natura morta, 1929
  - Autoritratto
  - La casa rosa
- Amedeo Modigliani
  - Ritratto del pittore Moisè Kisling
  - Testa di giovane donna
- Pierre Bonnard, Ritratto di Marta Bonnard
- Massimo Campigli, Il giardino
- Marino Marini: 
  - Ritratto di Emilio Jesi
  - Il miracolo

#### Opere nella sala 14
- Lorenzo Lotto, Pietà
- Cariani: 
  - Pala di San Gottardo
  - Resurrezione di Cristo, i Santi Girolamo, Giovanni Battista e i committenti Ottaviano e Domitilla Vimercati in preghiera
- Romanino, Presentazione di Gesù al tempio
- Moretto da Brescia, Madonna col Bambino in gloria con i santi Girolamo, Francesco d'Assisi e Antonio Abate
- Giovanni Battista Moroni, Assunzione della Vergine
- Lambert Sustris, Salita al calvario
- Callisto Piazza, Madonna con il Bambino e i Santi Giovanni Battista e Girolamo
- Paris Bordon:
  - Battesimo di Cristo
  - Pentecoste
- Palma il Vecchio, Adorazione dei Magi con sant'Elena
- Giovanni Gerolamo Savoldo, Pala di San Domenico di Pesaro (1524-25)
- Antonio Canova, Napoleone Bonaparte come Marte pacificatore (gesso preparatorio del bronzo esposto nel cortile del palazzo)

#### Opere nella sala 19
- Sofonisba Anguissola, Autoritratto (1560-61)
- Pittore veneto, Ritratto di giovane
- Lorenzo Lotto:
  - Ritratto d'uomo
  - Ritratto di gentiluomo anziano coi guanti
  - Ritratto di Febo da Brescia
  - Ritratto di Laura da Pola
- Giovanni Battista Moroni:
  - Ritratto di Antonio Navagero
  - Ritratto di giovane
- Palma il Giovane:
  - Ritratto di padre Giuliano Cirno (recto); Busto di Bambina (verso)
  - Ritratto di giovane
- Tintoretto, Ritratto di giovane uomo
- Francesco Torbido, Ritratto virile
- Tiziano Vecellio, Ritratto del conte Antonio Porcia

### Pittura lombarda del Quattro e Cinquecento
Le sale dalla X alla XIII espongono dipinti e affreschi che ripercorrono le vicende dell'arte lombarda tra Quattro e Cinquecento, a partire dalle opere di Vincenzo Foppa con gli affreschi dalla Chiesa di Santa Maria in Brera e il più tardo polittico bergamasco. L'arrivo di Leonardo a Milano (1482) e del suo nuovo linguaggio pittorico influenza l'anonimo maestro della Pala Sforzesca e più direttamente Marco d'Oggiono (Pala dei Tre Arcangeli) e Gaudenzio Ferrari. Domina la grande Crocifissione di Bartolomeo Suardi detto Bramantino, autore anche della piccola Madonna Trivulzio e dell'affresco staccato raffigurante la Madonna in trono tra due angeli.
Un più ampio sguardo sulla pittura leonardesca è offerto da importanti opere di Bernardino Luini (Scherno di Cam e Madonna del Roseto), Bernardo Zenale (Pala Busti) e una selezione di ritratti e Madonne dei più stretti allievi di Leonardo come Giovanni Antonio Boltraffio, Giovanni Ambrogio de' Predis, Cesare da Sesto, Andrea Solario, Francesco Napoletano e Giampietrino.
Sono ospitati inoltre due grandi cicli ad affresco. Il primo è costituito dagli Uomini d'Arme e dai Filosofi antichi di Donato Bramante (unica testimonianza pittorica dell'architetto, assieme al Cristo alla colonna, sempre a Brera e agli affreschi a lui attribuiti a Bergamo), eseguiti dal maestro intorno al 1487-1488 per la casa milanese di Gaspare Ambrogio Visconti poi Casa Panigarola. Il secondo ciclo, più vasto, fu eseguito da Bernardino Luini verso i primi del Cinquecento per Villa Pelucca di Gerolamo Rabia, e raffigura episodi dell'Antico Testamento e scene mitologiche dalle Metamorfosi di Ovidio.
La Sala XV e la Sala XVIII (che ospita anche il Laboratorio di Restauro della Pinacoteca) accolgono pitture di artisti cremonesi e lodigiani, come le opere dei fratelli Campi, tra cui le quattro celebri tele di genere di Vincenzo Campi, Camillo Boccaccino, Callisto Piazza, Altobello Melone e il piccolo ritratto di Sofonisba Anguissola.

#### Opere nelle sale 10-11
- Bonifacio Bembo, San Giacomo Maggiore e san Giuliano
- Bernardino Butinone, Madonna con il Bambino
- Bergognone:
  - Madonna del Certosino (1488-1490)
  - Madonna del Velo
  - Adorazione dei pastori
- Giovanni Antonio Boltraffio:
  - Ritratto del poeta Girolamo Casio (1500 circa)
  - Ritratto di giovane
- Donato Bramante, Uomini d'arme
- Giovanni Martino Spanzotti:
  - Santa Caterina d'Alessandria e San Sebastiano
  - Sant'Andrea
- Bramantino:
  - Madonna col Bambino e una figura maschile
  - Madonna del palazzo della Ragione
- Bernardino Butinone, Madonna con il Bambino
- Marco d'Oggiono:
  - Pala dei Tre Arcangeli
  - Adorazione dei Magi
- Cesare da Sesto, Madonna dell'Albero
- Seguace di Leonardo da Vinci, Madonna col Bambino e l'agnellino
- Vincenzo Foppa:
  - Madonna del Tappeto (1485)
  - San Sebastiano (1489 circa)
  - Presentazione di Gesù al tempio
  - Polittico delle Grazie
- Bernardino Luini:
  - Madonna del Roseto
  - Putti vendemmianti
  - Ninfe al bagno
  - Il canto di trionfo degli ebrei
  - Severe consolato da Driope e Tavaiano
  - Fucina di Vulcano
  - Il corpo di Santa Caterina trasportato dagli angeli
- Giovanni Agostino da Lodi e Marco d'Oggiono:
  - Adorazione dei Magi
  - Battesimo di Cristo
- Cesare da Sesto, Madonna dell'albero
- Gaudenzio Ferrari:
  - Storie dei santi Gioacchino e Anna
  - Adorazione dei Magi
  - Nascita di Maria Vergine
  - Madonna con il Bambino
- Bernardo Zenale: 
  - Madonna con Bambino, i Santi Giacomo e Filippo e la famiglia di Antonio Busti
  - Annunciazione
- Maestro della Pala Sforzesca:
  - Pala Sforzesca (1494-1495)
  - San Giovanni Evangelista
- Giovanni Agostino da Lodi, Doppio ritratto
- Giovanni Antonio Boltraffio, Ritratto di Giovane
- Andrea Solario:
  - Madonna dei garofani
  - Ritratto di giovane
- Bottega degli Zavattari, Assunzione della Vergine
- Marco d'Oggiono:
  - I tre arcangeli
  - Madonna con Bambino

#### Opere nelle sale 12-13
- Giampietrino:
  - Madonna della Mela
  - S. Maria Maddalena penitente
- Girolamo Giovenone, Madonna con il Bambino e i santi Marta, Giacomo, Giuseppe e offerente
- Bernardino Lanino, S. Francesco d'Assisi
- Giovan Paolo Lomazzo, Autoritratto in veste di abate dell'Accademia della Valle di Blenio
- Bernardo Luini, Storie della Vergine e di s. Giuseppe, dalla cappella di s. Giuseppe nella Chiesa di Santa Maria della Pace (Milano)

#### Opere nella sala 15
- Alberto Sozio, Madonna in Maestà
- Mosaicista dell'Italia settentrionale, Pannello musivo con due teste e un edificio sullo sfondo
- Maestro della Misericordia, Evangelista in atto di scrivere
- Antonio Vivarini, Cristo in pietà
- Gaudenzio Ferrari, Martirio di Santa Caterina
- Bramantino, Crocifissione
- Giulio Campi:
  - La Natività con i santi Mattia, Antonio da Padova, il beato Alberto di Villa d’Ogna e un offerente
  - La Madonna col Bambino, I santi Caterina d’Alessandria, Francesco e Pietro Martire Stampa
- Antonio Campi, La Madonna con il Bambino e i santi Giuseppe, Caterina e Agnese
- Simone Peterzano, Venere e Cupido con due satiri in un paesaggio
- Vincenzo Campi:
  - Cucina
  - Fruttivendola
  - Pescivendola
  - Pollivendola
  - San Francesco riceve le stimmate
- Camillo Boccaccino, Madonna col Bambino e santi

#### Opere nella sala 18
- Romanino, Madonna con il Bambino
- Paris Bordon, Sacra famiglia e s. Ambrogio che presenta un donatore
- Jacopo Palma il Vecchio: 
  - S. Sebastiano
  - S. Rocco
  - S. Elena e s. Costantino (1520-22)
- Moretto, Madonna con Bambino e un angelo
- Giovanni Battista Moroni, Madonna col Bambino e i santi Caterina, Francesco e l'offerente

### Rinascimento ferrarese, emiliano e marchigiano
La Sala XX, dedicata alla prima scuola ferrarese, presenta lo stile eccentrico e stravagante di Cosmè Tura (Cristo crocifisso).
A Ferrara e all'Emilia è dedicata anche la sala seguente (XXI), che rivela un mondo apparentemente resistente alle novità dei grandi centri del Rinascimento (Firenze, Roma, Venezia), dove domina ancora la pala d'altare a più scomparti e l'adozione del fondo oro. Nella sala sono presenti due rare opere giovanili del Correggio (Natività e Adorazione dei Magi). È presente anche Ercole de' Roberti, con la monumentale Pala Portuense, capolavoro dell'artista e tra le opere più rilevanti del museo. Tra gli altri autori, Garofalo, Dosso Dossi, Marco Palmezzano.
Prevalentemente sugli autori marchigiani è incentrata la Sala XXII. L'inizio del secolo è rappresentato da Gentile da Fabriano ed il suo Polittico di Valle Romita, mentre la fine del Quattrocento da Carlo Crivelli; questi è un pittore veneto che, pur adottando schemi convenzionali, riesce ad esprimersi in uno stile originalissimo e riconoscibile: Brera ospita alcuni dei suoi capolavori come il Trittico di Camerino o la Madonna della Candeletta.
I depositi "a vista" del museo occupano lo spazio della Sala XXIII dove è esposta la grande Annunciazione di Francesco Francia, proveniente da Bologna.

#### Opere nella sala 20
- Francesco del Cossa:
  - San Pietro
  - San Giovanni Battista
- Geminiano Benzoni, San Paolo
- Boccaccio Boccaccino, Madonna con il Bambino che gioca con un uccellino
- Giovan Francesco Maineri, Testa recisa di san Giovanni Battista
- Filippo Mazzola, Ritratto d'uomo
- Nicolò Pisano, Madonna con il Bambino
- Cosmè Tura, Cristo crocifisso (1479)
- Francesco Zaganelli, Cristo portacroce

#### Opere nella sala 21
- Michelangelo Anselmi, S. Girolamo e s. Caterina d'Alessandria
- Correggio:
  - Natività con i santi Elisabetta e Giovannino
  - Adorazione dei Magi
- Ercole de Roberti, Vergine in trono col bambino, i santi Anna, Elisabetta, Agostino e il beato Pietro degli Onesti
- Dosso Dossi:
  - San Sebastiano
  - San Giorgio
  - San Giovanni Battista
- Francesco Francia, Annunciazione
- Garofalo, Cristo Deposto
- Lorenzo Leombruno, Allegoria della fortuna
- Girolamo Mazzola Bedoli, Ritratto di frate in veste di San Tommaso d'Aquino
- Ludovico Mazzolino, Resurrezione di Lazzaro
- Ortolano (Giovan Battista Benvenuti), Crocifissione con la Vergine e i Santi Giovanni Battista, Maddalena, Giovanni Evangelista ed Agostino
- Nicolò Pisano, Madonna con il Bambino e i Santi Giacomo di Galizia ed Elena

#### Opere nella sala 22
- Gentile da Fabriano, Polittico di Valle Romita
- Bartolomeo di Tommaso, Vergine del sole
- Giovanni Angelo d'Antonio da Bolognola, Polittico di Gualdo Tadino
- Niccolò di Liberatore (Alunno), Polittico di Cagli
- Carlo Crivelli:
  - Trittico di Camerino, composto dalla Madonna in trono col Bambino, e da due pannelli con San Pietro e Domenico, e San Pietro martire e Venanzio
  - Crocifissione del Duomo di Camerino
  - Madonna della Candeletta
  - Pala di San Francesco a Fabriano, composto dalla Incoronazione della Vergine e dalla lunetta con la Pietà

#### Opere nella sala 23
- Liberale da Verona, San Sebastiano
- Bernardino Luini, Lo scherno di Cam
- Johannes Fyt, Natura morta con gatto
- Evaristo Baschenis:
  - Natura morta in cucina
  - Natura morta con strumenti musicali

### Piero della Francesca, Bramante, Raffaello
Il cuore della pinacoteca (Sala XXIV) è dedicato alla cultura figurativa di Urbino e ai suoi tre protagonisti: Piero della Francesca, Raffaello e Bramante. La Pala Montefeltro (o Pala di Brera) è l'ultima opera nota di Piero della Francesca, principale innovatore della pittura del Rinascimento in Italia. Eseguita per Federico da Montefeltro tra il 1472 e il 1474, è una delle più compiute manifestazioni dell'arte di Piero.
Altra icona del museo è lo Sposalizio della Vergine di Raffaello, firmato e datato 1504. Capolavoro dell'attività giovanile del pittore di Urbino, costituisce uno dei principali esempi del rapporto intercorso tra Raffaello e Pietro Perugino, dal cui analogo Sposalizio (ora a Caen, Musée des Beaux-Arts) l'opera di Brera è tratta. La tavola e la sua cornice neoclassica sono state restaurate nel 2009.
Chiude la sala il Cristo alla colonna di Donato Bramante, proveniente dall'Abbazia di Chiaravalle, unica testimonianza di pittura su tavola dell'architetto urbinate.

#### Opere nella sala 24
- Donato Bramante, Cristo alla colonna
- Raffaello Sanzio, Sposalizio della Vergine (1504)
- Piero della Francesca, Pala Montefeltro (1474 circa)

### Pittura dell'Italia centrale: Cinque e Seicento
Nella Sala XXVII sono esposte le opere di Gerolamo Genga, Timoteo Viti e Salviati e dei primi protagonisti della Maniera romana e fiorentina come Agnolo Bronzino (Ritratto di Andrea Doria nelle vesti di Nettuno) e Perino del Vaga.
Provenienti in gran parte dalla prestigiosa collezione bolognese Sampieri, la Sala XXVIII espone i capiscuola dell'arte emiliana e del classicismo con le due tele di Annibale (Samaritana al Pozzo) e Ludovico Carracci (Cristo e la Donna di Cana), i Santi Pietro e Paolo di Guido Reni, Guercino e di soggetto profano la Danza degli amorini di Francesco Albani e la Cleopatra di Guido Cagnacci. Apre la sala la straordinaria tela con il Martirio di San Vitale di Federico Barocci.

#### Opere nella sala 27
- Perin del Vaga, Passaggio del Mar Rosso
- Bronzino, Ritratto di Andrea Doria nelle vesti di Nettuno
- Francesco Salviati, Compianto sul Cristo morto
- Girolamo Genga, Disputa sull'Immacolata Concezione
- Pellegrino Tibaldi, Decollazione del Battista
- Federico Barocci, Martirio di San Vitale

#### Opere nella sala 28
- Ludovico Carracci:
  - Adorazione dei Magi
  - Predica di sant'Antonio abate agli eremiti
  - Cristo e la Cananea (1594-95)
- Annibale Carracci, Cristo e la Samaritana al pozzo (1594-95)
- Caravaggio, Cena in Emmaus
- Guercino, Abramo ripudia Agar e Ismaele

### Caravaggio e il Seicento lombardo
Assieme alla Canestra di frutta della Pinacoteca Ambrosiana, la Cena in Emmaus è l'altra opera visibile a Milano di Caravaggio. La tela, opera estrema del Merisi e radicalmente diversa dalla versione precedente elaborata dal pittore ora alla National Gallery di Londra, giunse a Brera nel 1939 dalla collezione romana Patrizi per acquisto della Associazione Amici di Brera. La sala XXIX espone i principali seguaci ed interpreti dello stile caravaggesco: Orazio Gentileschi, Jusepe de Ribera, Battistello Caracciolo, Mattia Preti, Luca Giordano e Bernardo Cavallino.
Seguono i maestri del Seicento lombardo, variamente legati al potente cardinalato di Federico Borromeo come il Cerano, Giulio Cesare Procaccini, Morazzone (che collaborano tutti e tre insieme nel cosiddetto Quadro delle Tre Mani), Francesco del Cairo, Tanzio da Varallo e Daniele Crespi, esponenti di una pittura fortemente naturalistica e dalle forti connotazioni religiose.

#### Opere nella sala 29
- Battistello, Cristo e la samaritana al pozzo
- Orazio Gentileschi, Martiri Valeriano, Tiburzio e Cecilia visitati da un angelo
- Antiveduto Gramatica:
  - Disputa di Santa Caterina
  - Santa Cecilia tra i Santi Tiburzio e Valeriano
- Mattia Preti:
  - San Pietro paga il tributo
  - Una madre affida i figli a Cristo
- Salvator Rosa, Madonna del Suffragio
- Spagnoletto, Cristo deriso e coronato di spine

#### Opere nella sala 30
- Tanzio da Varallo, Martirio dei Francescani a Nagasaki
- Francesco Cairo:
  - Cristo nell'orto
  - Santa Caterina da Siena
- Daniele Crespi, Cenacolo
- Giovanni Battista Crespi detto il Cerano:
  - Madonna del rosario tra i santi Domenico e Caterina da Siena
- Giovan Battista Crespi detto il Cerano, Morazzone e Giulio Cesare Procaccini, Martirio delle sante Rufina e Seconda
- Giulio Cesare Procaccini:
  - Sposalizio mistico di santa Caterina
  - San Girolamo
  - Santa Cecilia
  - San Carlo in gloria
- Morazzone, Madonna del rosario con il Bambino, San Domenico e due angioletti

### Scuole straniere
Fin dalla sua origine la Pinacoteca nacque con l'idea di accogliere tutte le scuole pittoriche: così assieme ai maestri della scuola genovese del Seicento come Gioacchino Assereto e Orazio de Ferrari e alle nature morte di Evaristo Baschenis, Brera espone un cospicuo gruppo di autori stranieri (Sale XXXII e XXXIII): Peter Paul Rubens, autore della grande Ultima Cena, Antoon van Dyck (Ritratto di Dama e Madonna con Sant'Antonio da Padova), ma anche pittori fiamminghi del Cinquecento come Jan de Beer. Due ritratti di Joshua Reynolds e Anton Raphael Mengs sono esposti nel corridoio tra le sale XXXV e XXXVI.

#### Opere nella sala 31
- Gioacchino Assereto, Presentazione al Tempio
- Bernardo Cavallino:
  - Immacolata
  -  Strage degli innocenti
- Pietro da Cortona, Madonna col Bambino e i santi Giovanni Battista, Felice da Cantalice, Andrea e Caterina d'Alessandria
- Luca Giordano, Sacra Famiglia con sant'Antonio da Padova
- Jacob Jordaens, Sacrificio di Isacco
- Peter Paul Rubens, Ultima Cena (1631-32)
- Bernardo Strozzi, San Giovannino
- Antoon van Dyck:
  - Madonna col Bambino e sant'Antonio da Padova (1630-32)
  - Ritratto di dama
- Joachim von Sandrart, Buon Samaritano

#### Opere nella sala 32
- Francesco Cairo, Ritratto di Luigi Scaramuccia
- Annibale Carracci, Autoritratto con figure
- Daniele Crespi, Ritratto di Scultore
- Tanzio da Varallo:
  - Ritratto di Gentildonna
  - Ritratto di un gentiluomo
- Luca Giordano, Autoritratto in veste di chimico
- Bernardo Strozzi, Ritratto di un Cavaliere di Malta
- Simon Vouet, Ritratto di Giovane Donna

#### Opere nella sala 33
- Anton van Dyck, Ritratto di dama
- Evaristo Baschenis:
  - Natura morta con strumenti musicali
  -  Natura morta di cucina
- Johannes Fyt, Natura Morta con gatto
- Candido Vitali, Cacciagione con piccione vivo

### Il Settecento
Le grandi tele della scuola tardo barocca e neoclassica giunsero a Brera tra Sette e Ottocento, quando la Pinacoteca era ancora congiunta all'Accademia di Belle Arti: figurano qui le opere di Giambattista Pittoni, Francesco Solimena, Luca Giordano, Sebastiano Ricci, Pompeo Batoni, Pierre Subleyras. La Sala XXXIV è dominata dalla grande tela di Giambattista Tiepolo con la Madonna del Carmelo tra profeti e le anime del Purgatorio.
Particolarmente interessanti sono le Sale XXXV e XXXVI, disegnate da Piero Portaluppi e Gualtiero Galmanini, grazie alla donazione di Antonio Bernocchi, in stile neoclassico che accolgono nei due ambienti le vedute di Bernardo Bellotto e Canaletto, le tele di Pietro Longhi e Piazzetta, e i maestri della "pittura della realtà" lombarda, con i ritratti di Fra Galgario e del Pitocchetto.

#### Opere nella sala 34
- Pompeo Batoni, Madonna col Bambino e i santi Giuseppe, Zaccaria, Elisabetta e Giovannino
- Giuseppe Bottani, Partenza di santa Paola Romana per la Terrasanta
- Carlo Innocenzo Carloni, Trionfo della Fede
- Luca Giordano, Ecce homo
- Nicola Malinconico:
  - Giosuè ferma il sole
  - Trasporto dell'Arca Santa
- Francesco Solimena:
  - Incontro di Ratchis, re dei Longobardi, e di papa Zaccaria durante l'assedio di Perugia
  - San Villibaldo chiede la benedizione di papa Gregorio III prima di recarsi a evangelizzare i Sassoni
- Pierre Subleyras:
  - Crocifissione con la Maddalena e i santi Eusebio e Filippo Neri
  - Visione di s. Girolamo
- Giambattista Tiepolo, Madonna del Carmelo tra santi, profeti e anime del Purgatorio
- Gian Domenico Tiepolo, I ss. Faustino e Giovita appaiono in difesa di Brescia

La sala ospita anche due vasi in alabastro, del 1825 circa, da Volterra, con scene classiche a rilievo: a sinistra il Sacrificio di Polissena, a destra una scena mitologica. Provengono da Palazzo Reale.

#### Opere nella sala 35
- Domenico Aspari, Autoritratto
- Bernardo Bellotto:
  - Veduta di Gazzada
  - Veduta di villa Perabò poi Melzi a Gazzada
- Canaletto:
  - Veduta del bacino di San Marco dalla punta della Dogana
  - Veduta del Canal Grande verso la punta della Dogana da campo Sant'Ivo
- Luca Carlevarijs, Capriccio con il ponte rotto
- Marianna Carlevarijs, Ritratto di gentiluomo
- Francesco Guardi:
  - Veduta del Canal Grande verso Rialto con il Palazzo Grimani e Palazzo Marin
  - Veduta del Canal Grande con le Fabbriche Nuove di Rialto
- Martin Knoller, Autoritratto
- Pietro Longhi, Concerto familiare
- Giovanni Battista Piazzetta, Rebecca ed Elezearo al pozzo
- Giovan Battista Pittoni, Annibale giura odio ai Romani
- Giovan Battista Tiepolo:
  - Tentazioni di sant'Antonio abate
  - I Santi Faustino e Giovita appaiono in difesa di Brescia assaltata da Nicola Piccinino nel 1438
- Giandomenico Tiepolo, San Luigi Gonzaga
- Francesco Zugno, Ritratto di giovane cantante

#### Opere nella sala 36
- Salomon Adler, Autoritratto al cavalletto
- Carlo Innocenzo Carloni, Ritratto di Caterina Corbellini
- Fra Galgario:
  - Ritratto del conte Flaminio Tassi
  - Ritratto di pittore
- Martin Knoller, Ritratto di Giuseppe Franchi
- Legnanino, Autoritratto
- Giovan Pietro Ligari, Ritratto di Gervasio Ligari
- Francesco Londonio, Otto studi di contadini e pastori
- Alessandro Magnasco, Ritratto di Bartolomeo Micone
- Giacomo Ceruti detto il Pitocchetto:
  - Natura morta con piatto
  - Natura morta con zucca
  - Portarolo seduto su una cesta
  - Portarolo seduto su una cesta con uova e pollame
  - Ritratto d'uomo
- Giuliano Traballesi, Autoritratto

### L'Ottocento
Particolarmente documentata a Brera è la pittura italiana dell'Ottocento nelle sue diverse sfumature. Al centro della sala campeggia la grande Fiumana di Giuseppe Pellizza da Volpedo, versione preliminare del celebre Il quarto stato (Milano, Museo del Novecento). I capolavori di Francesco Hayez, già professore di disegno presso la stessa Accademia, sono raccolti nella parete laterale, tra cui il celebre Bacio, una delle opere più note dell'artista, e il Ritratto di Alessandro Manzoni. I capolavori di Francesco Filippini come Il Maglio. Le opere di Giuseppe Bossi e Andrea Appiani (Carro del Sole), primo pittore dell'Italia napoleonica, testimoniano il gusto neoclassico a Milano. Dal 2010 il neoclassico è rappresentato anche dalla scultura di Luigi Antonio Acquisti, Atalanta.
Chiudono il percorso i pittori Macchiaioli come Giovanni Fattori (Il carro rosso) e Silvestro Lega (Il pergolato), oltre alle opere di Giovanni Segantini e Gaetano Previati (Adorazione dei Magi), tra divisionismo e simbolismo.

#### Opere nelle sale 37 e 38
- Luigi Acquisti, Atalanta (scultura)
- Andrea Appiani:
  - Autoritratto
  - L'Olimpo
  - La toeletta di Venere
  - Gli svaghi di Venere e Marte
  - La morte di Adone
  - L'ira di Marte trattenuto da Venere
  - Ritratto di Ugo Foscolo
- Giuseppe Bossi:
  - Autoritratto
  - Autoritratto con Gaetano Cattaneo, Giuseppe Taverna e Carlo Porta
  - Sepoltura delle ceneri di Temistocle nella terra attica (1806)
- Giovanni Fattori:
  - Il riposo (Il carro rosso) (1887)
  - Il principe Amedeo di Savoia ferito alla battaglia di Custoza (1870)
- Francesco Filippini:
  - Il Maglio
  - La strigliatura della canapa
- Francesco Hayez:
  - Autoritratto a cinquantasette anni
  - Gli ultimi momenti del doge Marin Faliero sulla scala detta del Piombo
  - Il bacio (1859)
  - Betsabea al bagno
  - La congiura dei Lampugnani
  -  Il doge Francesco Foscari destituito
  - Malinconia
  - Odalisca
  - Pietro Rossi
  - Ritratto della famiglia Borri Stampa
  - Ritratto di Teresa Manzoni Stampa Borri (1847-49)
  - Ritratto di Alessandro Manzoni (1841)
  - Ritratto di Massimo D'Azeglio (1864)
  - Un vaso di fiori sulla finestra di un harem
- Gerolamo Induno:
  - Il grande sacrificio (partenza del garibaldino) (1860)
  - Triste presentimento
- Silvestro Lega, Il pergolato
- Emilio Longoni, Neve in alta montagna
- Giuseppe Molteni;
  - La derelitta
  - Ritratto di Giuditta Pasta nel costume di “Nina, ossia la pazza per amore”
- Pelagio Palagi, Cristoforo Colombo in partenza dal porto di Palos raccomanda i figli a Padre Giovanni Perez
- Gaetano Previati:
  - Adorazione dei Magi
  - I funerali di una vergine
- Pierre-Paul Prud'hon, Ritratto di Giovan Battista Sommariva
- Giuseppe Pellizza da Volpedo, Fiumana
- Abbondio Sangiorgio, Busto di Vincenzo Monti (scultura)
- Giovanni Segantini, Pascoli di primavera

### Il Novecento: le collezioni Jesi e Vitali
Dal dicembre 2024 sono esposte nella nuova sede di Palazzo Citterio le opere del Lascito Vitali e le opere del Novecento della Donazione Jesi tra cui la Rissa in galleria, l'Autoritratto e La città che sale di Umberto Boccioni, numerose opere di Mario Sironi, Giorgio Morandi, Carlo Carrà, Filippo de Pisis, sculture di Arturo Martini, Giacomo Manzù, Marino Marini e la grande Testa di toro di Pablo Picasso, fino al 2017 esposte nella sala X, progettata nel 1949 da Franco Albini.
Più eterogenea è la selezione del Lascito Vitali, acquisita dalla Pinacoteca nel 2000. Questa comprende una sezione archeologica, con vasi e statuette databili tra il 4000 a.C. e il V secolo d.C., tra cui il ritratto femminile (arte dell'Egitto romano, 160 d.C. circa), e una moderna con opere di Alessandro Magnasco fino a Silvestro Lega, Giovanni Fattori, Giorgio Morandi e Amedeo Modigliani (L'enfant gras).
Più di recente la Pinacoteca ha acquistato un bronzetto bianco di Giacometti, la grande Ofelia di Arturo Martini e il fondo di cento autoritratti d'artista dalla collezione di Cesare Zavattini.

#### Donazione Jesi
- Afro Basaldella, Silver dollar club
- Umberto Boccioni:
  - Rissa in galleria
  - La città che sale
  - Autoritratto
- Pierre Bonnard, Ritratto di Marta Bonnard
- Georges Braque, Le guéridon vert davant la fenêtre
- Massimo Campigli:
  - Donne con la chitarra
  - Il giardino
- Carlo Carrà:
  - La camera incantata
  - La casa dell'amore
  - La musa metafisica
  - La segheria dei marmi
  - Madre e figlio
  - Ritmi di oggetti
- Filippo de Pisis:
  - Fiori alla finestra
  - Fiori con bicchiere e libro
  - Grandi fiori
  - I pesci sacri
  - Le peonie
  - Lungosenna agli Invalidi
  - Natura morta con cestino
  - Natura morta con fiori e bottiglia
  - Natura morta marina con la penna
  - Natura morta con le uova
  - Natura morta marina con gli scampi
  - Natura morta marina con la pavoncella
  - Parigi con la fabbrica
  - Ritratto di donna
  - San Moisè
- Maurice Estève, Interieur à la baie
- Mario Mafai:
  - Bue squartato
  - Fiori secchi
  - Modelli nello studio
- Osvaldo Licini:
  - Angelo ribelle con luna bianca
  - Il bilico
- Marino Marini:
  - Giovinetta
  - Il miracolo
  - Miracolo
  - Pomona
  - Pomona sdraiata
  - Ritratto di Emilio Jesi
- Arturo Martini:
  - Bevitore
  - Ofelia
- Amedeo Modigliani:
  - Ritratto di giovane donna
  - Ritratto di Moïse Kisling
- Giorgio Morandi:
  - Autoritratto
  - Fiori
  - Natura morta (cat. 216)
  - Natura morta (cat. 217)
  - Natura morta (cat. 218)
  - Natura morta (cat. 222)
  - Natura morta con tavolo rotondo
  - Natura morta (Grande natura morta metafisica)
  - Paesaggio
  - Paesaggio (Il bosco)
  - Paesaggio (Il paesaggio rosa)
  - Paesaggio (La casa rosa)
  - Paesaggio (Campi arati)
- Pablo Picasso, Testa di toro
- Serge Poliakoff, Composizione
- Antonietta Raphaël, Passeggiata archeologica
- Ottone Rosai:
  - Casa toscana
  - Concertino
  - Natura morta: il banco del falegname
- Medardo Rosso:
  - Dame à la voilette
  - L'enfant juif
  - Le petite rieuse
- Gino Severini:
  - Grande natura morta con zucca
  - Le nord sud
  - Natura morta con la fruttiera
- Scipione (Gino Bonichi):
  - Il cardinale Vannutelli sul letto di morte
  - Natura morta con sogliole e moneta
  - Ritratto della madre
- Mario Sironi:
  - Il camion
  - La lampada
  - L'atelier delle meraviglie
  - Paesaggio urbano con camion
  - Paesaggio urbano con viandante
  - Paesaggio urbano con ciminiera
- Ardengo Soffici:
  - Cocomero e liquori
  - Santa Cristina
- Wols, Composizione IV
- Giorgio De Chirico:
  - Corsa di quadrighe
  - Le printemps del l'ingénieur
- Giacomo Manzù, Filemone e Bauci
- Alberto Savinio, Le gîte des promesses

#### Lascito Vitali
Collezione archeologica
- Arte del Naqada I (3900-3650 a.C.):
  - Vaso "a bocca nera" con bordo estroflesso
  - Vaso "a bocca nera" di forma ovoidale
  - Vaso "a bocca nera" di forma troncoconica
  - Vaso "a bocca nera" di forma troncoconica con bordo leggermente estroflesso
- Arte dell'Egitto protodinastico (2920-2575 a.C.):
  - Vaso cilindrico con bordo distinto (cat. 261)
  - Vaso cilindrico con bordo distinto (act. 262)
  - Vaso con beccuccio
  - Vaso di forma schiacciata con bordo estroflesso e anse "a orecchio"
  - Vaso di forma schiacciata con bordo in rilievo
  - Vaso piriforme schiacciato con bordo distinto e anse
  - Vaso troncoconico con anse "a orecchio"
- Arte cicladica (2500-2100 a.C.):
  - Idolo del tipo "Folded Arm"
  - Idoletto femminile del tipo "Beycesultan"
  - Idoletto femminile del tipo "Folded Arm"
  - Idoletto femminile del tipo "Kusura"
  - Idoletto femminile del tipo "Troia I"
  - Vaso su piede con piccole anse
- Arte minoico-micenea (XIV-XIII secolo a.C.), Statuetta di cavallo
- Arte miceneo-cipriota (XIV-XII secolo a.C.), Diademi a nastro e copertura per la bocca dei defunti
- Arte dell'Egeo orientale (IV secolo a.C.), Diademi a timpano
- Arte greca del periodo geometrico (VIII secolo a.C.), Suonatore di lyra seduto
- Arte dedalica dell'egeo (VII secolo a.C.), Busto di figura femminile
- Arte greca del V secolo a.C., Statuetta virile di atleta
- Arte greca del V-IV secolo a.C., Satiretto seduto
- Arte greca del IV secolo a.C., Busto femminile
- Arte greca del Mediterraneo orientale e dell'Ellesponto (V-IV secolo a.C.), Tra paia di orecchini di diversa tecnica
- Arte etrusco-italica (IV-III secolo a.C.), Testa maschile
- Arte romana imperiale (I secolo d.C.), Frammento di intonaco dipinto con figura femminile
- Arte dell'Egitto romano:
  - Ritratto funerario di giovane uomo (II secolo d.C.)
  - Ritratto funerario di donna (160 d.C. circa)
  - Ritratto funerario di uomo con barba (175 d.C. circa)
  - Copritesta per mummia virile (cat. 286) (II secolo d.C.)
  - Copritesta per mummia virile (cat. 287) (II secolo d.C.)
  - Copritesta per mummia femminile (II secolo d.C.)
- Arte romana imperiale:
  - Testa maschile (metà del III secolo)
  - Frammento di piede sinistro di statua (I-III secolo)
- Arte romana provinciale (Palmira, II secolo), Busto di donna acefalo con bambino
- Arte dell'Egitto copto (IV secolo):
  - Frammento con erote recante un cesto con frutti
  - Frammento con figura femminile
  - Frammento con figura femminile vestita di kiton

Sezione medievale
- Mosaicista dell'Italia settentrionale della prima metà del IX secolo, Testa di sant'Ambrogio
- Mosaicista dell'Italia settentrionale della prima metà del XIII secolo, Testa di sant'Andrea
- Mosaicista dell'Italia settentrionale del 1213 circa, Due teste e un edificio
- Arte romanica emiliana del XII secolo:
  - Testa virile barbata
  - Testa virile-frammento di statua-colonna
- Arte romanica lombarda del XII secolo, rilievo con figura frammentaria di Eva
- Arte romanica dell'Italia settentrionale della fine del XII secolo-inizio XIII, Rilievo con angelo che reca il Vangelo di san Matteo
- Arte federiciana (XIII secolo), Testa frammentaria di aquila con corona
- Arte pugliese del XIII secolo:
  - Testa virile coronata
  - Testa femminile coronata
- Arte inglese del XIV secolo, Rilievo frammentario con la Deposizione
- Bottega di Nicola o Giovanni Pisano, Testa femminile velata e coronata
- Alberto Sozio, Testa della Madonna
- Maestro del dittico Poldi Pezzoli (o del Dittico Cini), Flagellazione
- Maestro di San Martino alla Palma, San Ludovico di Tolosa con due angeli e un donatore
- Maestro della Misericordia (Gaddo Gaddi?), Testa virile con copricapo

Sezione moderna
- Alessandro Magnasco, Cristo portacroce
- Silvestro Lega, Ritratto del fratello di Ettore fanciullo
- Giovanni Fattori, Signora all'aperto
- Adriano Cecioni, Ragazzi che lavorano l'alabastro
- Theo van Rysselberghe, Marina
- Odilon Redon, Volto in una falce di luna crescente
- Giorgio Morandi:
  - Paesaggio
  - Fiori
  - Natura morta
  - Paesaggio
  - Paesaggio
- Amedeo Modigliani, L'enfant gras

## Collezione di disegni e grafica
La Pinacoteca possiede inoltre una collezione di disegni, non esposti normalmente al pubblico e accessibili solo agli studiosi. Tra questi si annoverano due disegni di Leonardo da Vinci, la Testa di Cristo preparatoria per l'Ultima Cena, e un profilo virile proveniente dal lascito Vitali e due importanti cartoni preparatori di Guido Reni e Ludovico Carracci.
Della collezione grafica fa anche parte l'importante serie dei Tarocchi Brera-Brambilla, uno dei mazzi Visconti-Sforza, commissionata nel 1463 da Francesco Sforza a Bonifacio Bembo.